# Liste von Persönlichkeiten aus Meride
Diese Liste enthält in Meride geborene Persönlichkeiten und solche, die in Meride ihren Wirkungskreis hatten, ohne dort geboren zu sein. Die Liste erhebt keinen Anspruch auf Vollständigkeit.

## Persönlichkeiten
(Sortierung nach Geburtsjahr)

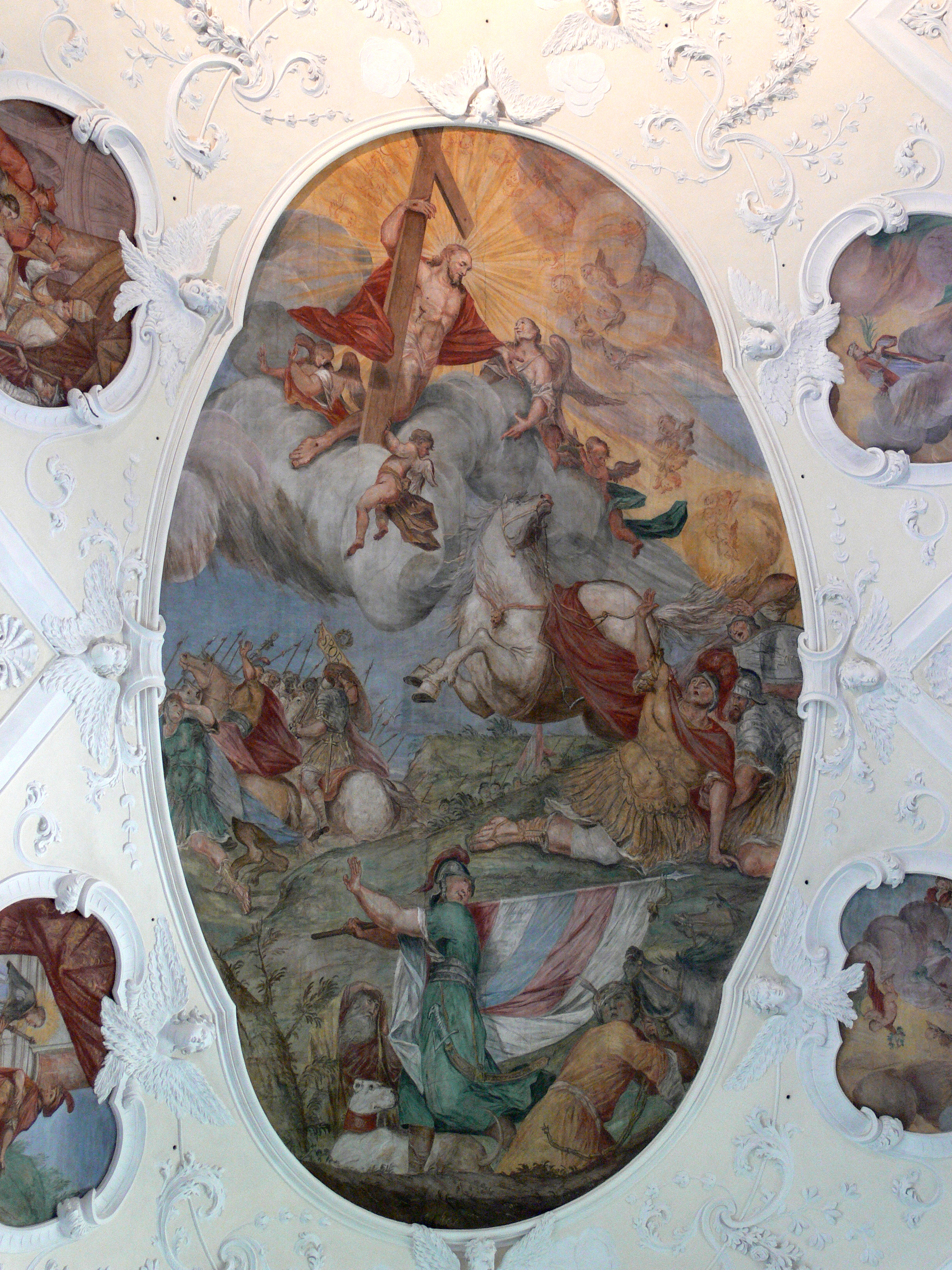
Francesco Antonio Giorgioli: Bekehrung des heiligeh Paulus vor Damaskus, Hauptfresko in der Klosterkirche Sankt Trudpert, 1716–1722

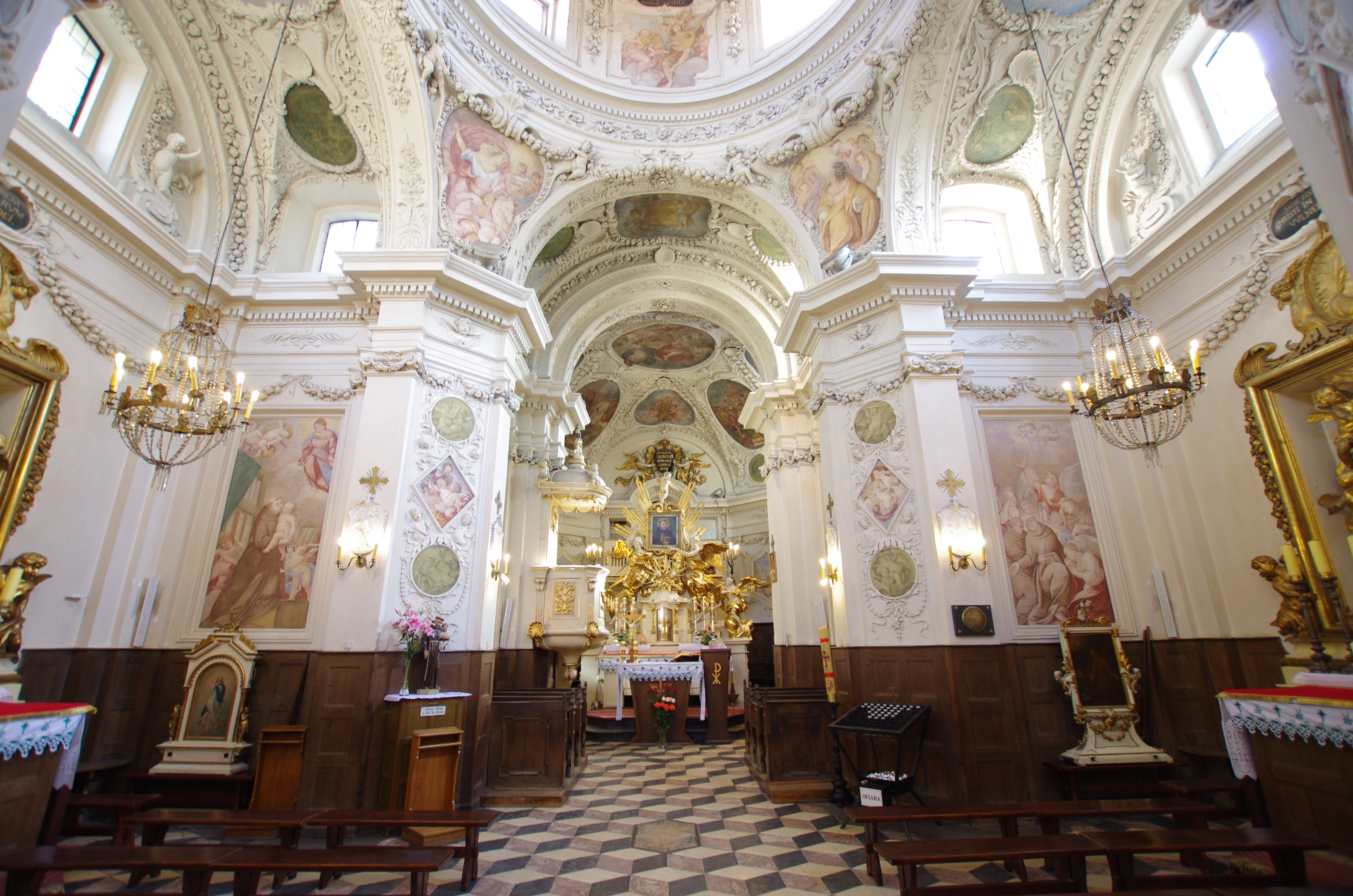
Carlo Giuseppe Giorgioli: Stuckarbeiten, Antoniuskirche (Czerniaków), Warschauer Stadtteil Mokotów (Sadyba), 1693.

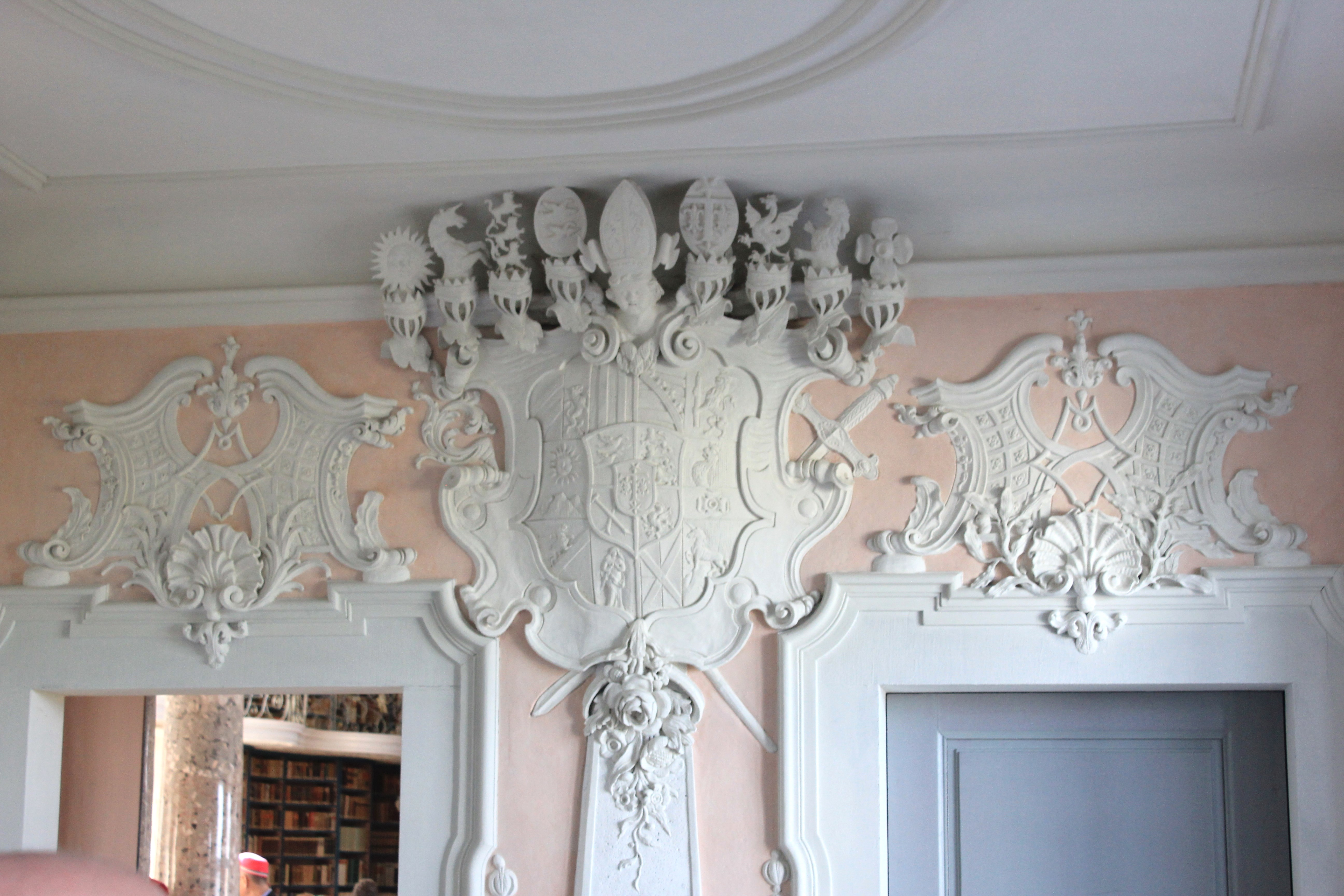
Marsilio Roncati: Stuckarbeiten, Eingang zum Barocksaal, Kloster Einsiedeln, 1710.

- Künstlerfamilie Giorgioli.  Ab 1530 bezeugte Künstlerfamilie[1][2]
  - Giovan Pietro Giorgioli, genannt il Longo (* um 1630 in Meride; † um 1700 ebenda ? ), Holzbildhauers und Bildhauer[3]
  - Francesco Antonio Giorgioli (1655–1725), Maler und Radierer
  - Carlo Giuseppe Giorgioli (* 1658 in Meride; † um 1713 in Warschau ?), Bruder des Francesco Antonio, Stuckateur[3][4]
  - Giovanni Pietro Giorgioli (* 1686 in Meride; † nach 1721 in Bad Säckingen ?), Maler[5]
  - Carlo Giorgioli (* um 1790 in Meride; † 1844 in Mendrisio), Bezirksrichter[2]
  - Quirico Giorgioli (* 1696 in Meride; † 1730 ebenda) war ebenfalls in Süddeutschland als Freskenmaler tätig[6]
  - Gaetano Giorgioli (* um 1800 in Meride; † nach 1829 in Agno ?), Bildhauer, Maler, Künstler. Um 1829 Fertigstellung des Hochaltars der Stiftskirche San Giovanni Battista e Provino in Agno zusammen mit Pietro Ferroni aus Arosio[7][8]

- Künstlerfamilie Melchion(i). [9]
  - Stefano Ignazio Melchioni (* 1676 in Meride; † vor 1736 in Steinfurt ?), Stuckateur; Ingenieur, er arbeitete in Novara und in Nordrhein-Westfalen[9][10]
  - Antonio Melchion (* 1678 in Meride; † um 1625 in Deutschland ?), Stuckateur[9][10]
  - Giuseppe Gerolamo Melchion (* 1685 in Meride; † um 1625 in Deutschland ?), Stuckateur[9][10]
  - Giovanni Antonio Melchion (* 1724 in Meride; † 1781 ebenda), Bildhauer, Stuckateur, Architekt in Novara[11][9][10]
  - Stefano Ignazio Melchioni (* 1765 in Meride; † nach 1807 in Novara), Sohn des Giovanni Antonio, Ingenieur in Novara und im Departement Agogna[12][9]

- Künstlerfamilie Clerici. 
  - Andrea Clerici (* um 1585 in Meride; † um 1650 ebenda ?), Bildhauer[13]
  - Benedetto Clerici (* um 1585 in Meride; † um 1650 ebenda ?), Bildhauer[13]
  - Domenico Clerici (* um 1585 in Meride; † um 1650 ebenda ?), Bildhauer[13]
  - Paolo Clerici (* um 1585 in Meride; † 1659 ebenda), Bildhauer[13]
  - Giovanni Battista Clerici (* 1673 in Meride; † 1736 ebenda), Stuckateur[14][15]
  - Giuseppe Maria Clerici (* 1701 in Meride; † 1761 ebenda), Stuckateur in Deutschland[16]
  - Giovanni Antonio Clerici (* 1726 in Meride; † 1774 in Paris), Sohn des Giovanni Maria, Stuckateur. Er arbeitete 1741–1746 mit seinem Vater in Zürich und Solothurn. Ab 1747 bis zu seinem Tod Hofstuckateur in Paris[14]

- Künstlerfamilie Roncati. [17]
  - Antonio Roncati (* 1645 in Meride; † 16. November 1712 ebenda), Sohn des Giorgio, Stuckateur in Meride, Rom, Zürich, Locarno und Freiburg im Üechtland (Schloss de la Poya)[18][19]
  - Marsilio Roncati (* um 1675 in Meride; † 27. Oktober 1751 ebenda), Sohn des Antonio, Stuckateur. Er arbeitete in Rom, im Palazzo Mazzetti in Turin, schuf gegen 1710 das Stückwerk des grossen Saals des Klosters Einsiedeln[17][20]

- Andrea de Abbondio (* um 1650 in Meride; † nach 1692 ebenda ?), Architekt[21][22]
- Abondio de Abbondio (* um 1670 in Meride; † nach 1710 in Italien ?), Stuckateur. Er arbeitete um 1710 in Deutschland, dann in Italien[22]

- Künstlerfamilie Fossati. [23][24]
  - Antonio Fossati (* um 1400 in Meride; † nach 1444 ebenda), Anwalt und Notar[23]
  - Giovanni Tommaso Fossati (* um 1620 in Meride; † nach 1660 ebenda), Bildhauer in Turin[25]
  - Francesco Fossati (* um 1620 in Meride; † nach 1660 ebenda), Bildhauer in Turin[26]
  - Giovanni Maria Fossati (* um 1690 in Meride; † nach 1732 in Wermsdorf ?), Stuckateur, tätig in Leipzig, Dresden, Bautzen und im Schloss Hubertusburg[23][27]
  - Carlo Fossati (* um 1695 in Meride; † nach 1734 ebenda ?), Stuckateur, arbeitete 1731–1734 im Schloss Hirschholm nördlich von Kopenhagen[27]
  - Giovanni Battista Fossati (* 1700 in Meride; † 1756 in Kopenhagen, Hofstuckateur)[28]
  - Gaetano Fossati (* 8. März 1862 in Meride; † 5. August 1933 ebenda), Schweizer Maler schuf Genrebilder und Porträts[23][29][30]
  - Ersilia Fossati (* 25. März 1921 in Mailand; 9. Oktober 1999 in Lugano), Sekundarlehrerin, Sekretärin und Politikerin[31]

- Künstlerfamilie Martini. 
  - Giuseppe Martini (* 14. Oktober 1692 in Meride; † 1773 ebenda), Sohn von Francesco, Stuckateur ab 1744 arbeitete in Leipzig[32]
  - Francesco Antonio Martini (* 1718 in Meride; † nach 1770 in Schloss Rundāle ?), Sohn von Giuseppe, Maler arbeitete zuerst mit seinem Bruder Carlo Donato in Schleswig-Holstein[32]
  - Carlo Donato Martini (* 27. Oktober 1724 in Meride; † 1805 in Rellingen ?), Sohn des Giuseppe, Bruder des Francesco, Stuckateur arbeitete in Schleswig-Holstein, u. a. in den Schlössern Plön und Traventhal[32]

- Künstlerfamilie Oldelli. [33][34][35]
  - Gian Antonio Oldelli (* 1638 in Meride; † 1714 in Monte San Giorgio), Offizier in venezianischen Diensten, Hauptmann im Dienste Spaniens, lebte später in seiner Heimat als Einsiedler 16 Jahre lang auf dem Monte San Giorgio[36]
  - Giovanni Antonio Oldelli (* 4. April 1691 in Meride; † nach 7. März 1758 ebenda ?), Stuckateur[37][35]
  - Alfonso Oldelli (* 1696 in Meride; † nach 1770 ebenda ?), Bruder des Giovan Antonio, Stuckateur in Köln und Münster, in Nordkirchen, in Holland, in Wien, in Mannheim, in Illertissen (Vöhlinschloss) und in Schwäbisch Hall[35]
  - Gian Alfonso Oldelli (1733–1821), Lokalhistoriker, Theologe[38]
  - Giovanni Antonio Oldelli (* um 1775 in Meride; † nach 1830 ebenda), Advokat und Notar, Politiker[33]
  - Santino Oldelli (* 1780 in Meride; † nach 1823 in Moskau ?), Maler[35]
  - Stefano Oldelli (* 1785 in Meride; † nach 1823 in Moskau), Maler[35]
  - Ignazio Oldelli (* 1789 in Meride; † nach 1835 in Pensa ?), Architekt[35]
  - Giuseppe Oldelli (* 1793 in Meride; † 1863 ebenda ?), Architekt[35]

- Familie Barbieri. [39]

Emil Kuhn-Schnyder (um 1965)

  - Vincenzo Barbieri (* um 1510 in Meride; † um 1570 in Brescia ?), Bildhauer[40]
  - Felix Barbieri (* 22. August 1874 in Meride; † 25. November 1932), Bildhauer[41]

- Carlo Avanzini (1817–1881), Arzt und Politiker
- Nicola Della Casa (* 10. November 1843 in Meride; † 1894 in Baveno) Unternehmer und Politiker[42]
- Bernhard Peyer (1885–1963), Paläontologe und Anatom
- Emil Kuhn-Schnyder (1905–1994), Paläontologe
- Ermanno Medici (* 1910 in Meride; † 10. Dezember 1994 in Curio TI), Pfarrer von Curio, Lokalhistoriker, Autor
- Fernando Zappa (* 12. November 1920 in Meride; † 21. Juni 1999 in Bellinzona), er unterrichtete am Lyzeum von Lugano, Literaturkritiker, Lokalhistoriker, Übersetzer, Sekretär der Associazione degli scrittori della Svizzera italiana (ASSI), Mitarbeiter an der RSI (Radio und TV); Kantonalexpert für die Unterrichtung der griechische und lateinische Sprache; er wohnte in Rivera (Monteceneri)[43][44][45]
- Mix Weiss (1924–2014), Schweizer Journalistin und Schriftstellerin